# Mortes em 2001
Esta é uma relação de pessoas notáveis que morreram durante o ano de 2001, listando nome, nacionalidade, ocupação e ano de nascimento.

## Janeiro
| Dia | Nome                      | Profissão ou motivo de reconhecimento | Nacionalidade                  | Ano de nasc. | Ref   |
| --- | ------------------------- | ------------------------------------- | ------------------------------ | ------------ | ----- |
| 1   | Ray Walston               | Ator                                  | Estados Unidos                 | 1914         | [ 1 ] |
| 2   | William P. Rogers         | Advogado e político                   | Estados Unidos                 | 1913         |       |
| 5   | Aldo César                | Ator e dublador                       | Brasil                         | 1928         |       |
| 5   | Elizabeth Anscombe        | Filosofia analítica                   | Reino Unido                    | 1919         |       |
| 5   | Nancy Parsons             | Atriz                                 | Estados Unidos                 | 1942         |       |
| 7   | Charles Helou             | Ex-presidente de seu país             | Líbano                         | 1913         |       |
| 9   | Paul Vanden Boeynants     | Ex-primeiro-ministro de seu país      | Bélgica                        | 1919         | [ 2 ] |
| 9   | Peter Düttmann            | Piloto                                | Alemanha                       | 1923         |       |
| 10  | Bryan Gregory             | Guitarrista                           | Estados Unidos                 | 1954         |       |
| 10  | Necati Cumalı             | Escritor e poeta                      | Turquia                        | 1921         |       |
| 11  | Gerald Glatzmeyer         | Futebolista                           | Áustria                        | 1968         |       |
| 12  | Bill Hewlett              | Empresário                            | Estados Unidos                 | 1913         | [ 3 ] |
| 12  | Luiz Bonfá                | Cantor, compositor e músico           | Brasil                         | 1922         | [ 4 ] |
| 12  | Adhemar Ferreira da Silva | Atleta                                | Brasil                         | 1927         | [ 5 ] |
| 15  | Leo Marks                 | Criptógrafo e roteirista              | Estados Unidos                 | 1920         | [ 6 ] |
| 16  | Laurent-Désiré Kabila     | Presidente de seu país                | República Democrática do Congo | 1939         | [ 7 ] |
| 17  | Gregory Corso             | Poeta                                 | Estados Unidos                 | 1930         |       |
| 17  | Tom Kilburn               | Engenheiro                            | Reino Unido                    | 1921         |       |
| 19  | Alberto Gallardo          | Futebolista                           | Peru                           | 1940         |       |
| 20  | Crispin Nash-Williams     | Matemático                            | Reino Unido/ Canadá            | 1932         |       |
| 20  | Eddie Donovan             | Treinador e executivo de basquete     | Estados Unidos                 | 1922         |       |
| 21  | Byron De La Beckwith      | Ativista                              | Estados Unidos                 | 1920         |       |
| 25  | Margaret Scriven          | Tenista                               | Reino Unido                    | 1912         |       |
| 27  | Maria José da Bélgica     | Rainha                                | Bélgica                        | 1906         | [ 8 ] |
| 27  | Fausto Rocha              | Ator                                  | Brasil                         | 1943         | [ 9 ] |
| 30  | Jean-Pierre Aumont        | Ator                                  | França                         | 1911         |       |
| 31  | Gordon R. Dickson         | Escritor                              | Estados Unidos                 | 1923         |       |

## Fevereiro
| Dia | Nome                  | Profissão ou motivo de reconhecimento      | Nacionalidade  | Ano de nasc. | Ref    |  |
| --- | --------------------- | ------------------------------------------ | -------------- | ------------ | ------ |  |
| 4   | J. J. Johnson         | Músico e compositor                        | Estados Unidos | 1924         | [ 10 ] |  |
| 8   | Rousas John Rushdoony | Filósofo, historiador e teólogo calvinista | Estados Unidos | 1916         |        |  |
| 9   | Herbert Simon         | Economista                                 | Estados Unidos | 1916         |        |  |
| 18  | Dale Earnhardt        | Automobilista                              | Estados Unidos | 1951         | [ 11 ] |  |
| 19  | Charles Trenet        | Cantor                                     | França         | 1913         | [ 12 ] |  |
| 19  | Stanley Kramer        | Cineasta                                   | Estados Unidos | 1913         | [ 13 ] |  |
| 23  | Sergio Mantovani      | Automobilista                              | Itália         | 1929         |        |  |
| 24  | Claude Shannon        | Matemático e engenheiro                    | Estados Unidos | 1916         |        |  |
| 28  | Charles Pozzi         | Automobilista                              | França         | 1909         |        |  |

## Março

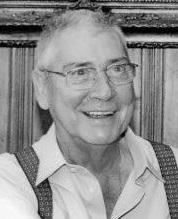
Mário Covas, governador de São Paulo de 1995 até 2001.

| Dia | Nome                     | Profissão ou motivo de reconhecimento | Nacionalidade  | Ano de nasc. | Ref    |
| --- | ------------------------ | ------------------------------------- | -------------- | ------------ | ------ |
| 1   | Colin Webster            | Futebolista                           | Reino Unido    | 1932         |        |
| 4   | Glenn M. Hughes          | Integrante do grupo Village People    | Estados Unidos | 1950         |        |
| 6   | Mário Covas              | Político                              | Brasil         | 1930         | [ 14 ] |
| 8   | Ninette de Valois        | Bailarina                             | Reino Unido    | 1898         | [ 15 ] |
| 8   | Raimundo Sousa Dantas    | Embaixador                            | Brasil         | 1923         | [ 16 ] |
| 10  | Algodão                  | Jogador de basquete                   | Brasil         | 1925         |        |
| 22  | William Hanna            | Desenhista                            | Estados Unidos | 1910         | [ 17 ] |
| 23  | Lamartine Navarro Júnior | Empresário e aviador                  | Brasil         | 1932         |        |
| 31  | Clifford Glenwood Shull  | Físico                                | Estados Unidos | 1915         |        |

## Abril

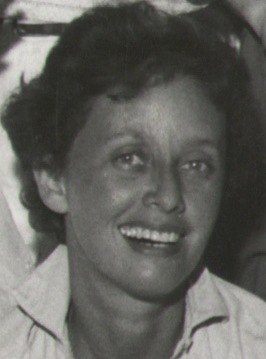
Maria Clara Machado

| Dia | Nome                      | Profissão ou motivo de reconhecimento | Nacionalidade  | Ano de nasc. | Ref    |
| --- | ------------------------- | ------------------------------------- | -------------- | ------------ | ------ |
| 5   | Barend Biesheuvel         | Politico                              | Países Baixos  | 1920         |        |
| 6   | Charles Pettigrew         | Cantor                                | Estados Unidos | 1963         |        |
| 7   | David Graf                | Ator                                  | Estados Unidos | 1950         |        |
| 13  | Moacyr Deriquém           | Ator e diretor                        | Brasil         | 1927         | [ 18 ] |
| 15  | Joey Ramone               | Músico e letrista                     | Estados Unidos | 1951         | [ 19 ] |
| 25  | Michele Alboreto          | Automobilista                         | Itália         | 1956         | [ 20 ] |
| 28  | Carlos Scliar             | Desenhista, pintor e roteirista       | Brasil         | 1920         | [ 21 ] |
| 28  | Ken Hughes                | Ator                                  | Inglaterra     | 1922         |        |
| 28  | Elisa Martins da Silveira | Pintora                               | Brasil         | 1912         |        |
| 30  | Maria Clara Machado       | Diretora de teatro, autora e atriz    | Brasil         | 1921         | [ 22 ] |

## Maio
| Dia | Nome                 | Profissão ou motivo de reconhecimento | Nacionalidade  | Ano de nasc. | Ref    |
| --- | -------------------- | ------------------------------------- | -------------- | ------------ | ------ |
| 3   | Afonso Praça         | Jornalista e escritor                 | Portugal       | 1939         |        |
| 9   | Nikos Sampson        | Ex-presidente de seu país             | Chipre         | 1935         |        |
| 11  | Douglas Adams        | Escritor e comediante                 | Reino Unido    | 1952         | [ 23 ] |
| 12  | Perry Como           | Cantor                                | Estados Unidos | 1912         |        |
| 12  | Didi                 | Futebolista e treinador               | Brasil         | 1929         | [ 24 ] |
| 16  | Roni Rios            | Médico veterinário e humorista        | Brasil         | 1936         | [ 25 ] |
| 16  | Prince Ital Joe      | Cantor                                | Estados Unidos | 1963         |        |
| 17  | Jacques-Louis Lions  | Matemático                            | França         | 1928         |        |
| 25  | Alberto Korda        | Fotógrafo                             | Cuba           | 1928         |        |
| 24  | Javier Urruticoechea | Futebolista                           | Espanha        | 1952         | [ 26 ] |
| 26  | Vittorio Brambilla   | Automobilista                         | Itália         | 1937         | [ 27 ] |
| 26  | Murilo Néri          | Ator, apresentador e locutor          | Brasil         | 1923         | [ 28 ] |
| 28  | Francisco Varela     | Biólogo e filósofo                    | Chile          | 1946         |        |
| 31  | Faisal Husseini      | Político                              | Palestina      | 1940         |        |

## Junho
| Dia | Nome                      | Profissão ou motivo de reconhecimento | Nacionalidade          | Ano de nasc. | Ref    |
| --- | ------------------------- | ------------------------------------- | ---------------------- | ------------ | ------ |
| 1   | Birendra                  | Rei                                   | Nepal                  | 1945         | [ 29 ] |
| 1   | Nkosi Johnson             | Ativista                              | África do Sul          | 1989         |        |
| 3   | Anthony Quinn             | Ator                                  | México/ Estados Unidos | 1915         | [ 30 ] |
| 4   | Dipendra                  | Príncipe                              | Nepal                  | 1971         |        |
| 7   | Víctor Paz Estenssoro     | Advogado e ex-presidente              | Bolívia                | 1907         | [ 31 ] |
| 11  | Timothy McVeigh           | Terrorista                            | Estados Unidos         | 1968         | [ 32 ] |
| 13  | Marcelo Fromer            | Músico                                | Brasil                 | 1961         | [ 33 ] |
| 17  | Donald James Cram         | Químico                               | Estados Unidos         | 1919         |        |
| 21  | John Lee Hooker           | Músico                                | Estados Unidos         | 1917         | [ 34 ] |
| 22  | Luis Carniglia            | Futebolista                           | Argentina              | 1917         |        |
| 24  | Milton Santos             | Advogado e geógrafo                   | Brasil                 | 1926         | [ 35 ] |
| 25  | Evandro Carlos de Andrade | Jornalista                            | Brasil                 | 1932         | [ 36 ] |
| 27  | Jack Lemmon               | Ator                                  | Estados Unidos         | 1925         | [ 37 ] |
| 27  | Glória Magadan            | Novelista                             | Cuba                   | 1920         |        |
| 28  | Mortimer Adler            | Filósofo                              | Estados Unidos         | 1902         |        |

## Julho
| Dia | Nome                  | Profissão ou motivo de reconhecimento  | Nacionalidade  | Ano de nasc. | Ref    |
| --- | --------------------- | -------------------------------------- | -------------- | ------------ | ------ |
| 1   | Nicolay Basov         | Físico                                 | Rússia         | 1922         |        |
| 4   | Connie Panzarino      | Ativista                               | Estados Unidos | 1947         |        |
| 12  | Paul Magloire         | Ex-presidente de seu país              | Haiti          | 1907         | [ 38 ] |
| 14  | Vanda Lacerda         | Atriz                                  | Brasil         | 1923         | [ 39 ] |
| 16  | Morris                | Desenhista                             | Bélgica        | 1923         | [ 40 ] |
| 16  | Emil Pinheiro         | Dirigente esportivo                    | Brasil         | 1923         | [ 41 ] |
| 20  | Carlo Giuliani        | Ativista                               | Itália         | 1978         |        |
| 25  | Carmen Portinho       | Engenheira civil, urbanista e ativista | Brasil         | 1903         | [ 42 ] |
| 27  | Fernanda Vogel        | Modelo                                 | Brasil         | 1980         | [ 43 ] |
| 31  | Francisco Costa Gomes | Militar e político                     | Portugal       | 1910         | [ 44 ] |

## Agosto
| Dia | Nome               | Profissão ou motivo de reconhecimento | Nacionalidade   | Ano de nasc. | Ref    |
| --- | ------------------ | ------------------------------------- | --------------- | ------------ | ------ |
| 5   | Aaron Flahavan     | Futebolista                           | Reino Unido     | 1975         | [ 45 ] |
| 6   | Jorge Amado        | Escritor                              | Brasil          | 1912         | [ 46 ] |
| 9   | Alec Skempton      | Engenheiro civil                      | Reino Unido     | 1914         |        |
| 13  | Otto Stuppacher    | Automobilista                         | Áustria         | 1947         |        |
| 16  | Richard Chelimo    | Atleta                                | Quênia          | 1972         | [ 47 ] |
| 18  | Marvin Harris      | Antropólogo                           | Estados Unidos  | 1927         |        |
| 19  | Gilberto Martinho  | Ator                                  | Brasil          | 1927         | [ 48 ] |
| 20  | Fred Hoyle         | Astrônomo                             | Reino Unido     | 1915         |        |
| 22  | Bernard Heuvelmans | Naturalista                           | Bélgica/ França | 1916         |        |
| 25  | Aaliyah            | Atriz, modelo e cantora               | Estados Unidos  | 1979         | [ 49 ] |
| 25  | Ken Tyrrell        | Fundador da equipe Tyrrell Racing     | Inglaterra      | 1924         | [ 50 ] |
| 26  | Serhiy Perkhun     | Futebolista                           | Ucrânia         | 1977         | [ 51 ] |
| 29  | Francisco Rabal    | Ator, diretor e roteirista            | Espanha         | 1926         | [ 52 ] |

## Setembro
| Dia | Nome                    | Profissão ou motivo de reconhecimento | Nacionalidade  | Ano de nasc. | Ref    |
| --- | ----------------------- | ------------------------------------- | -------------- | ------------ | ------ |
| 2   | Christiaan Barnard      | Médico                                | África do Sul  | 1922         | [ 53 ] |
| 3   | Thuy Trang              | Atriz                                 | Vietname       | 1973         |        |
| 10  | Antônio da Costa Santos | Político                              | Brasil         | 1952         | [ 54 ] |
| 11  | Mohamed Atta            | Terrorista                            | Egito          | 1968         |        |
| 11  | Berry Berenson          | Atriz e fotógrafa                     | Estados Unidos | 1948         | [ 55 ] |
| 19  | Cláudio Mamberti        | Ator                                  | Brasil         | 1940         | [ 56 ] |
| 20  | Marcos Pérez Jiménez    | Ex-presidente de seu país             | Venezuela      | 1914         |        |
| 26  | Walter Avancini         | Escritor e diretor de novelas         | Brasil         | 1935         | [ 57 ] |
| 29  | Nguyen Van Thieu        | Político                              | Vietname       | 1923         | [ 58 ] |

## Outubro
| Dia | Nome                | Profissão ou motivo de reconhecimento       | Nacionalidade | Ano de nasc. | Ref    |
| --- | ------------------- | ------------------------------------------- | ------------- | ------------ | ------ |
| 5   | Hélio Souto         | Ator                                        | Brasil        | 1929         | [ 59 ] |
| 9   | Roberto Campos      | Economista, diplomata, professor e político | Brasil        | 1917         | [ 60 ] |
| 10  | Vasili Mishin       | Engenheiro                                  | Rússia        | 1917         | [ 61 ] |
| 15  | Zhang Xueliang      | Militar                                     | China         | 1901         |        |
| 19  | Jayme Specterow     | Médico                                      | Brasil        | 1933         | [ 62 ] |
| 22  | José Rita           | Futebolista                                 | Portugal      | 1932         | [ 63 ] |
| 23  | Ken Aston           | Árbitro de futebol                          | Inglaterra    | 1915         | [ 64 ] |
| 30  | Alberto Zolim Filho | Futebolista                                 | Brasil        | 1921         |        |

## Novembro
| Dia | Nome                        | Profissão ou motivo de reconhecimento     | Nacionalidade        | Ano de nasc. | Ref    |
| --- | --------------------------- | ----------------------------------------- | -------------------- | ------------ | ------ |
| 1   | Juan Bosch                  | Ex-presidente                             | República Dominicana | 1909         |        |
| 3   | Sofia da Grécia e Dinamarca | Princesa                                  | Grécia               | 1914         |        |
| 9   | Giovanni Leone              | Ex-primeiro-ministro e presidente         | Itália               | 1908         | [ 65 ] |
| 10  | Ken Kesey                   | Ecologista e escritor                     | Estados Unidos       | 1935         | [ 66 ] |
| 11  | Jaime de Sá Meneses         | Médico, biógrafo, historiador e professor | Brasil               | 1917         |        |
| 14  | Charlotte Coleman           | Atriz                                     | Reino Unido          | 1968         | [ 67 ] |
| 14  | Juan Carlos Lorenzo         | Futebolista e treinador                   | Argentina            | 1922         |        |
| 24  | Melanie Thornton            | Cantora                                   | Estados Unidos       | 1967         | [ 68 ] |
| 29  | George Harrison             | Músico                                    | Inglaterra           | 1943         |        |
| 30  | Ademar Pantera              | Futebolista                               | Brasil               | 1941         | [ 69 ] |

## Dezembro
| Dia | Nome                  | Profissão ou motivo de reconhecimento | Nacionalidade  | Ano de nasc. | Ref    |
| --- | --------------------- | ------------------------------------- | -------------- | ------------ | ------ |
| 1   | Pavel Sadyrin         | Futebolista e treinador               | Rússia         | 1942         | [ 70 ] |
| 2   | Bruce Halford         | Automobilista                         | Inglaterra     | 1931         |        |
| 5   | Peter Blake           | Velejador                             | Nova Zelândia  | 1948         | [ 71 ] |
| 12  | Josef Bican           | Futebolista                           | Áustria        | 1913         |        |
| 13  | Chuck Schuldiner      | Músico                                | Estados Unidos | 1967         |        |
| 16  | Stuart Adamson        | Cantor e guitarrista                  | Reino Unido    | 1958         | [ 72 ] |
| 18  | Gilbert Bécaud        | Cantor, compositor e ator             | França         | 1927         |        |
| 20  | Léopold Sédar Senghor | Escritor e político                   | Senegal        | 1906         | [ 73 ] |
| 22  | Lance Loud            | Músico e colunista de revista         | Estados Unidos | 1951         |        |
| 26  | Nigel Hawthorne       | Ator                                  | Inglaterra     | 1929         | [ 74 ] |
| 29  | Cássia Eller          | Cantora                               | Brasil         | 1962         |        |